# マチュ・ピチュの歴史保護区
マチュ・ピチュの歴史保護区（マチュ・ピチュのれきしほごく）は、ペルーのクスコ県にあるマチュ・ピチュ遺跡と、その周辺を対象とするUNESCOの世界遺産リスト登録物件である。マチュ・ピチュ遺跡はインカ帝国時代の遺跡の中では保存状態がきわめて良く、それに加えて周辺の自然環境は優れた景観の中に絶滅危惧種・危急種をはじめとする重要な動物相・植物相を含んでいることから、1983年に複合遺産として登録された。総面積は約326km2で、そのうち都市遺跡部分は約5km2である。

## 文化的側面
マチュ・ピチュの都市遺跡の発見は1911年のことであった。かつてインカ帝国がスペインに攻略された際に、莫大な財宝が運び込まれたとされる伝説の都ビルカバンバを探していたアメリカの歴史学者ハイラム・ビンガムは、地元の少年を案内役に雇い、クスコ北西約70 km 付近のウルバンバ川流域を調査した折、急峻な斜面を登った場所でこれを発見したのである。ビンガムはこれこそがビルカバンバであったと主張したが、現在では否定されている。
マチュ・ピチュはケチュア語で「年老いた峰」を意味し、「年若い峰」を意味するワイナ・ピチュへと連なる尾根の部分に都市が建設された。マチュ・ピチュ自体の標高は2,795mで2,667mのワイナ・ピチュよりも高いが、ワイナ・ピチュを仰ぐ尾根に建設された都市遺跡の標高はおよそ2,430mである。建設された年代は石段の組み方などをもとに1450年ころと見積もられており、人が住んでいたのはそれからおよそ1世紀の間だったとされている。文字の記録がないため、この都市の建設目的は諸説あるが、現在では、第9代皇帝パチャクテクの時代に離宮や宗教施設として建設されたと考えられている。かつては人口1万人規模とするものもあったが、現在では否定されており、ペルー文化庁の専門家たちには、常住人口500人と見積もっている者たちもいる。

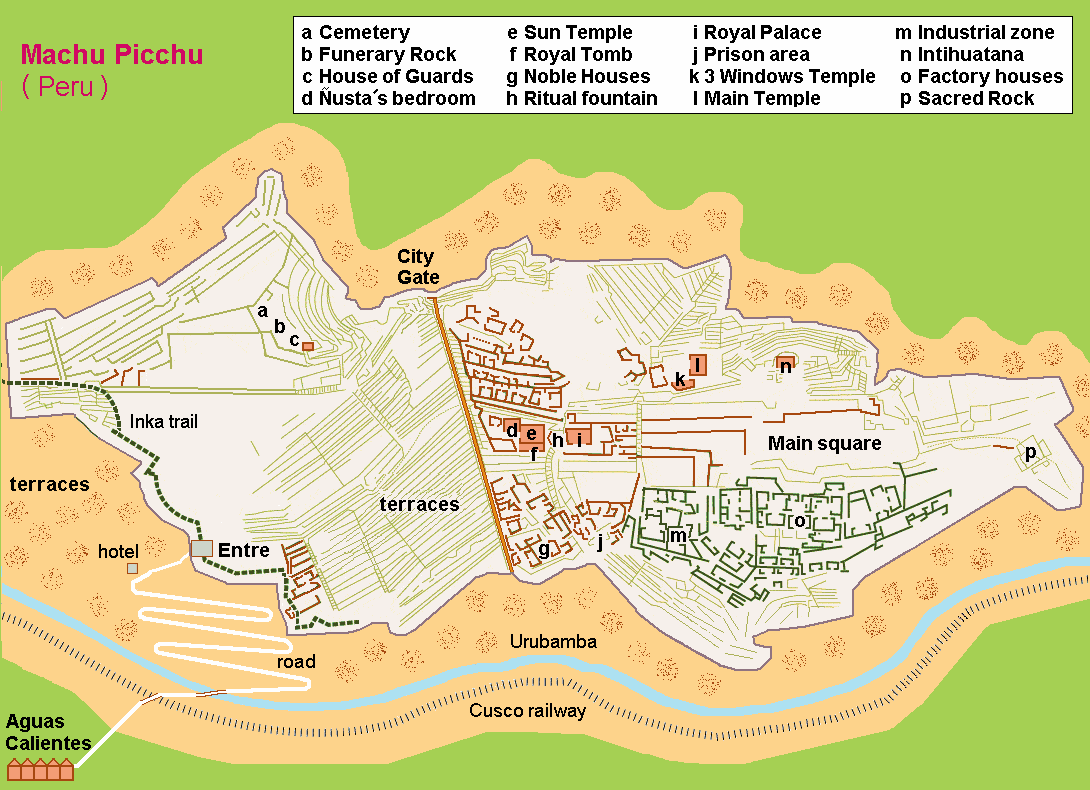
都市遺跡の地図（左側が北）

都市遺跡は北部（北西部）には様々な建造物群が並び、南部（南東部）にはアンデネスとよばれる段々畑が築かれている。北東部には職人や貴族の居住地区があり、ほかの代表的な建築物としては、以下のものを挙げることができる。
- インティワタナ - 「太陽をつなぎとめる場所」という意味を持つ[15][16]。マチュ・ピチュの都市遺跡で最も高い場所に置かれた花崗岩（高さ1.8m）で、四隅と四方が対応するように据えられている[15]。インティワタナはインカ帝国の大都市に見られた太陽の観測にかかわる石である[15]。
- 主神殿 - 「3つの窓の神殿」に隣接し、広場に面している。壁には多くの壁龕が作られている[17]。
- 3つの窓の神殿 - その名のとおり、三方を囲む壁のうち、東側の壁には台形の窓（開口部）が3つ並んでいる。命名者はビンガムで、彼はその窓は初代皇帝マンコ・カパックの伝説に関連する窓ではないかと推測し、そう呼んだ[18][19]（ただし、この推測は現在では否定されている[17]）。
- 大塔 - 「太陽の神殿」とも呼ばれ、その異名が示すように、クスコにあった「太陽の神殿」との類似性が指摘されている[15][20]。窓や塔内の岩の配置が冬至の日差しに対応しているらしいことから、暦に関する建造物であったと考えられている[15]。大塔の下にはミイラを安置する陵墓として機能したらしい洞窟があるが[15]、ビンガムが推測したような王家の墓だったのかの確証はない[18]。
- 王女の宮殿 - 大塔の隣にある外階段を持つ2階建ての構造物で、インカ建築としては珍しくない様式だが、マチュ・ピチュではほかに見られない[21]。
- コンドルの神殿 - コンドルをかたどった大きな平石がある神殿で、翼をかたどったとされる背後の2つの巨石部分の構造物には、牢獄として機能したとされる半地下の空間がある[22][23]。

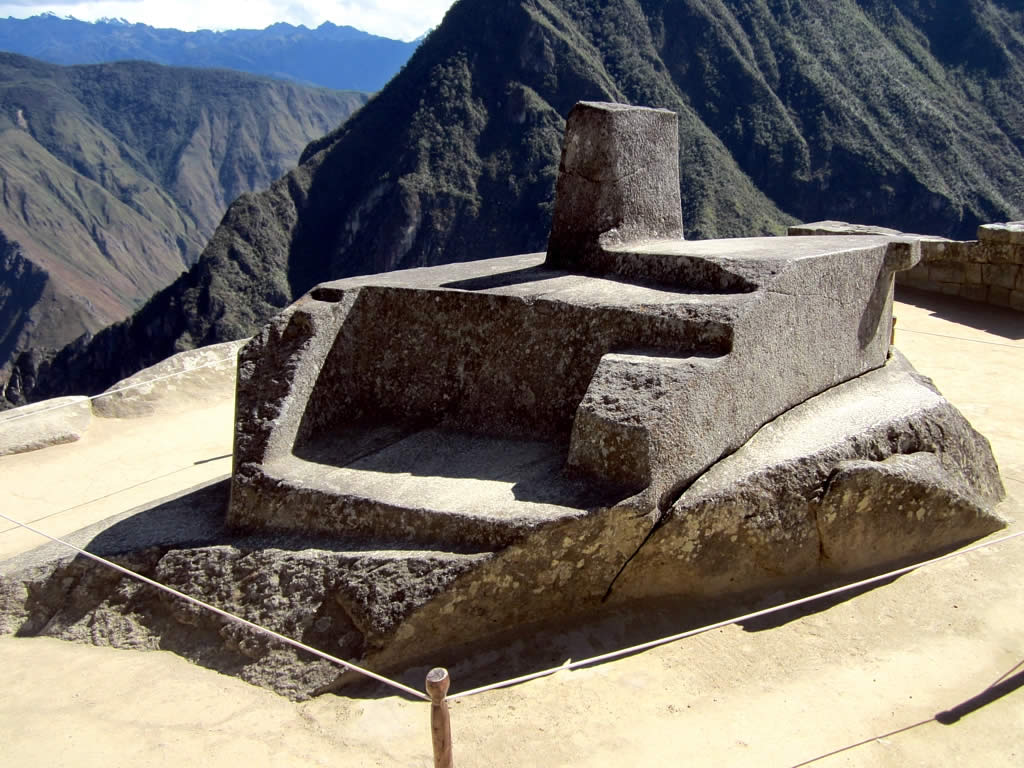
インティワタナ
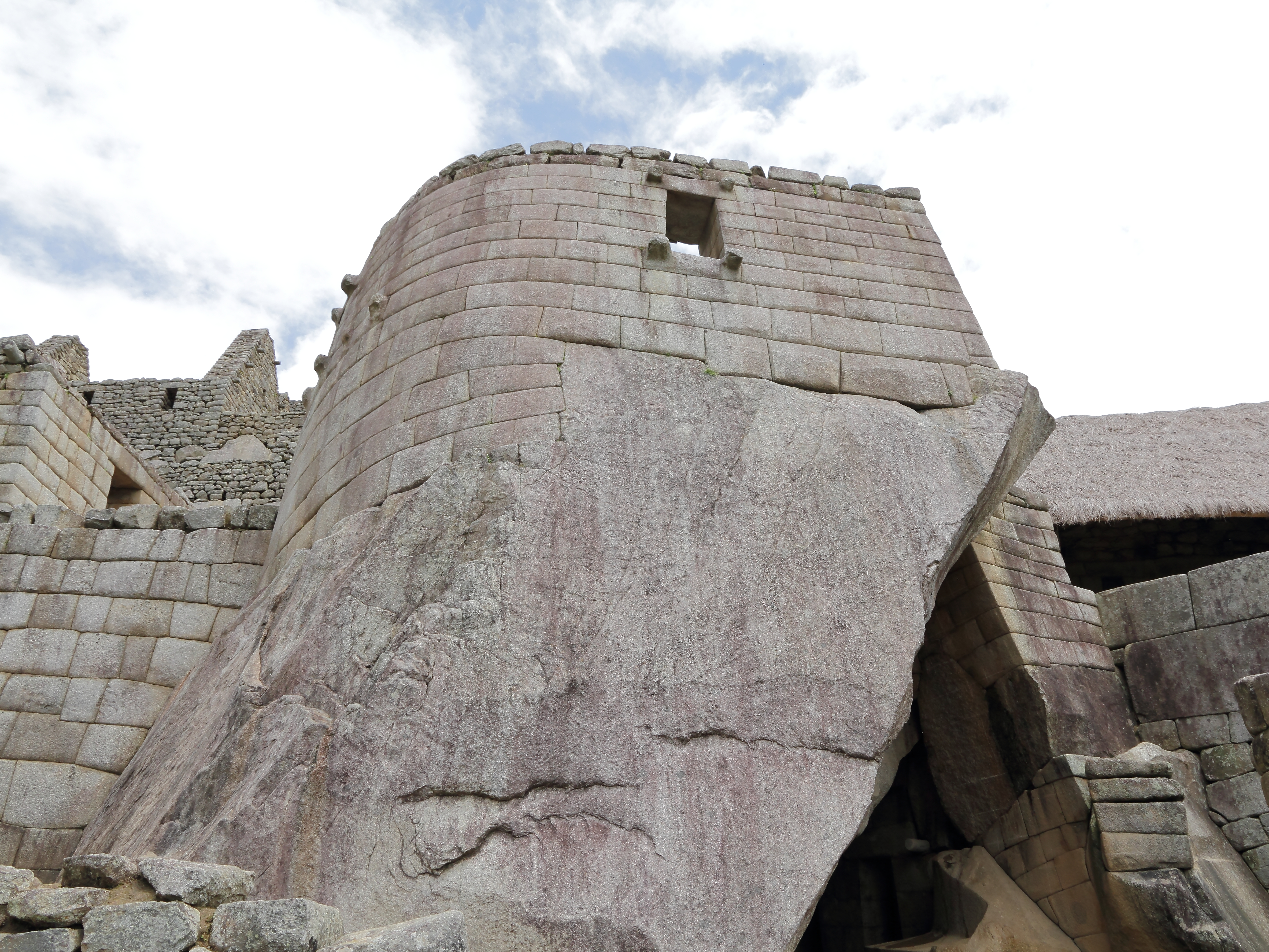
大塔（太陽の神殿）
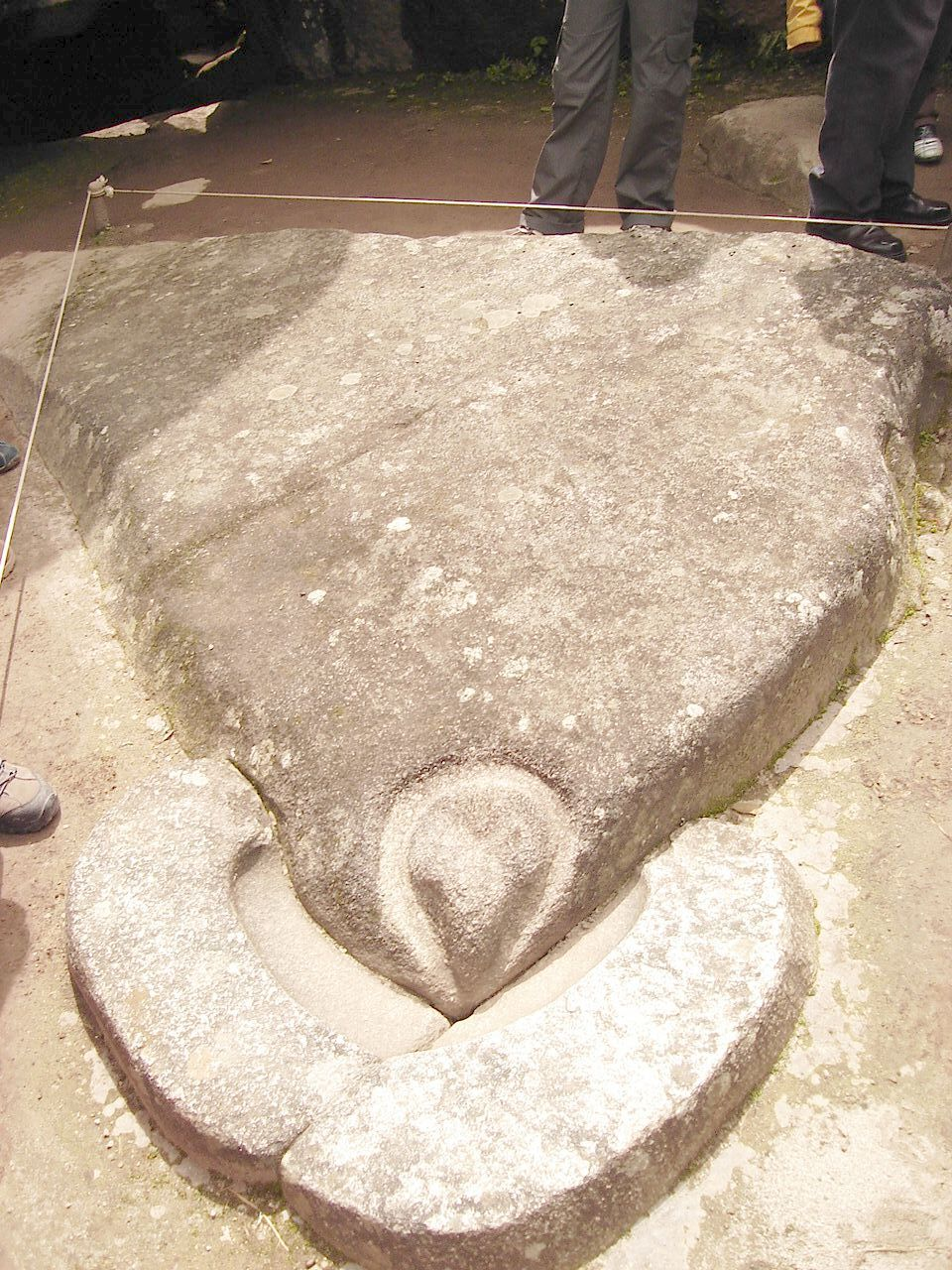
コンドルの神殿の平石
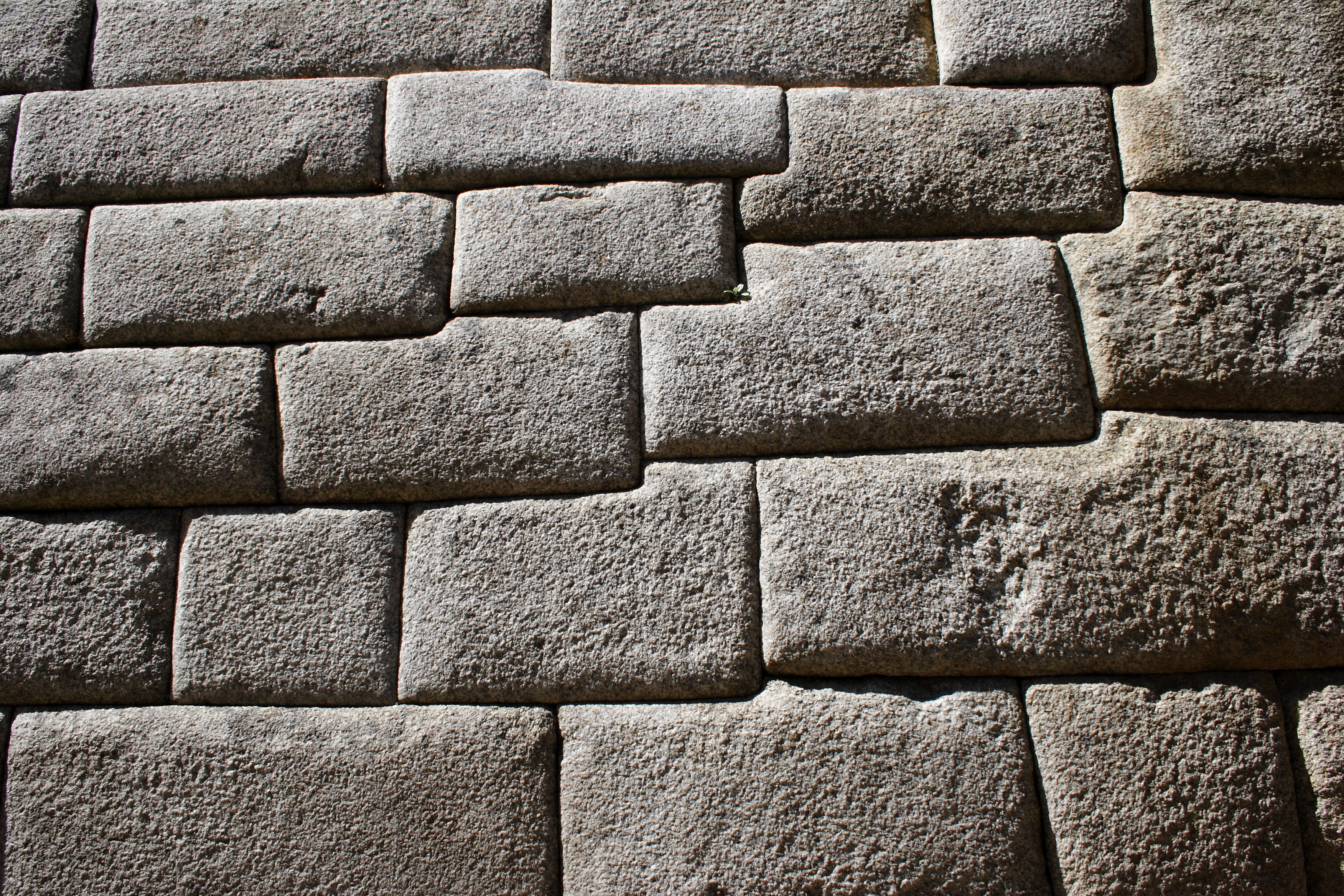
マチュ・ピチュの精密な石積み
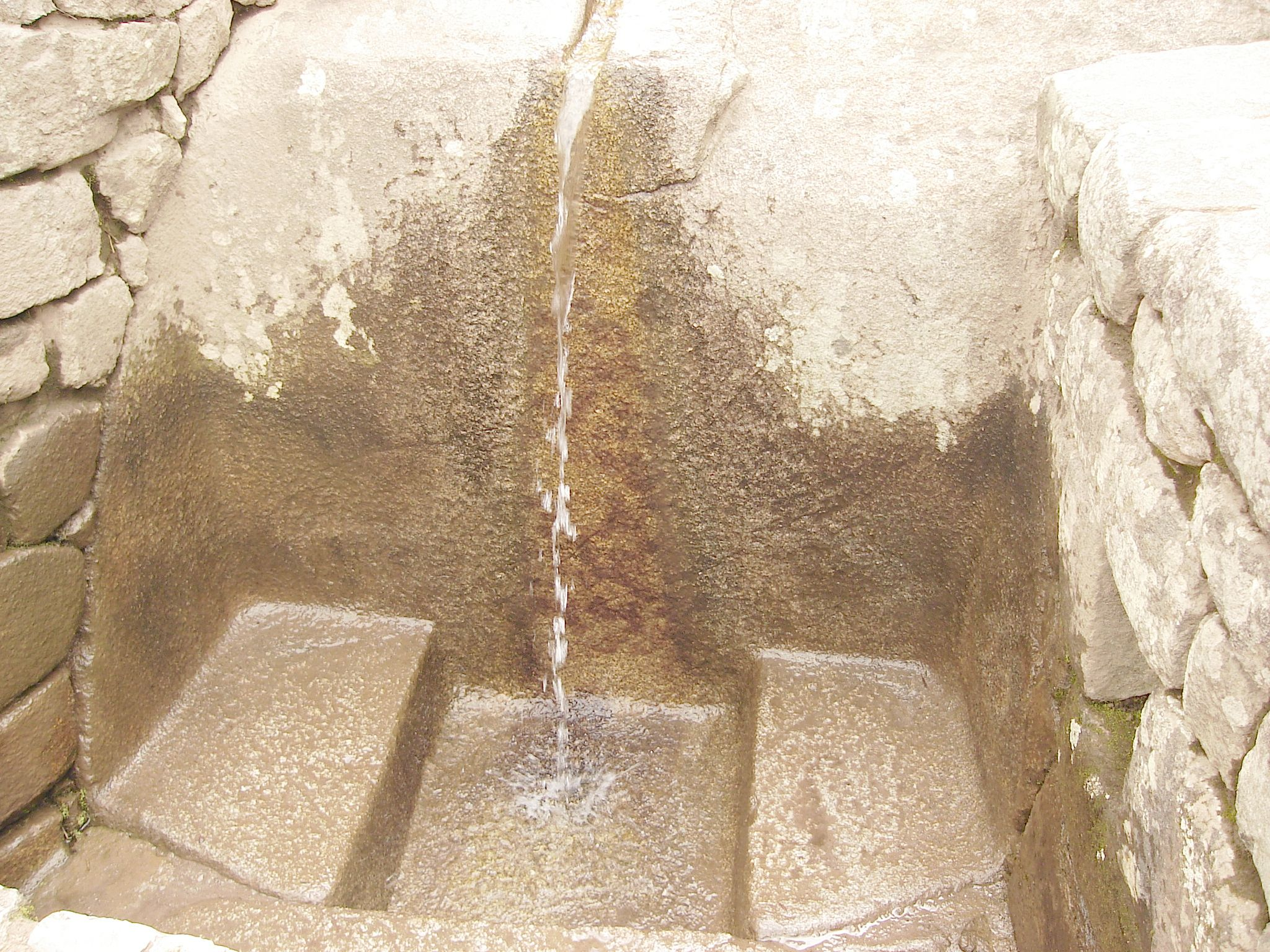
水汲み場

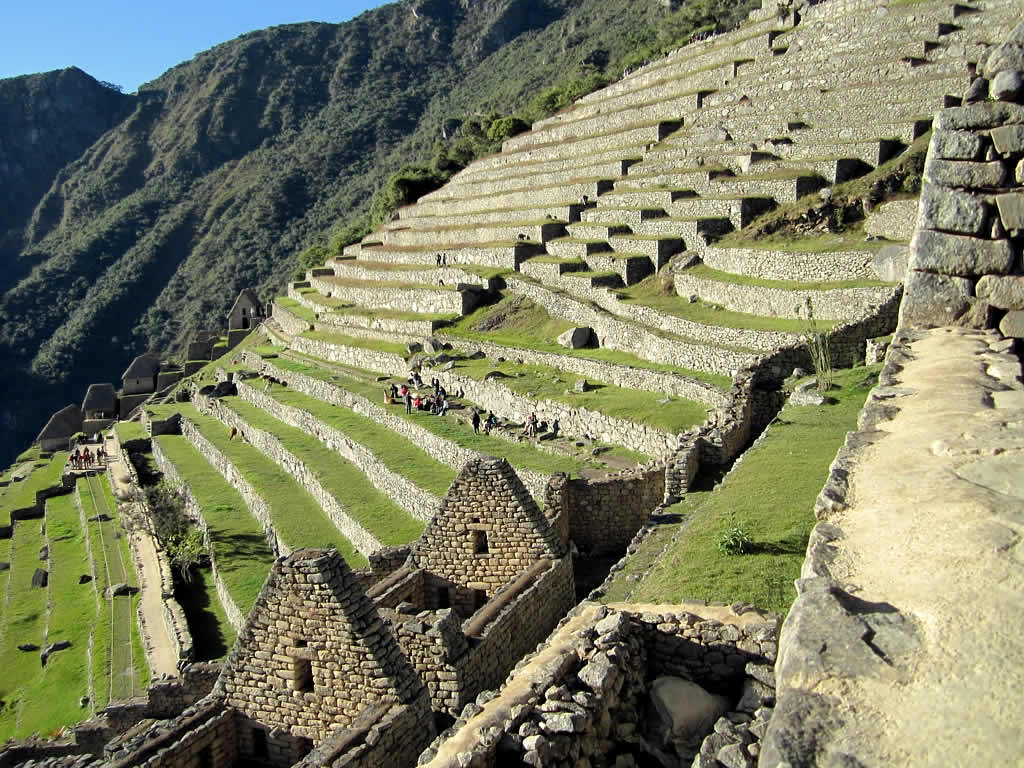
都市遺跡の斜面

南東部の比較的日照が期待できる区画には、アンデネスという石壁で区切られた段々畑が広がる。耕作用の土はウルバンバ渓谷から運び込まれたと考えられており、土だけでなく、肥料として海岸地域のグアノが持ち込まれていた。耕作されていたのはトウモロコシ、ジャガイモ、コカなどとされる。畑の土の中からはキヌア、アボカド、豆類の花粉も見つかっている。
アンデネスのある側に入り口が配され、インカ道ともつながっている。この都市は山麓のウルバンバ川から見上げても見ることはできず、南以外の三方は断崖になっている。そのため、都市が放棄されたあと、1911年にビンガムが発見するまでほとんど知られることがなく、他のインカ都市と異なり、スペイン人による破壊や略奪を受けることなく、良好な状態で保存され続けた。

## 自然的側面

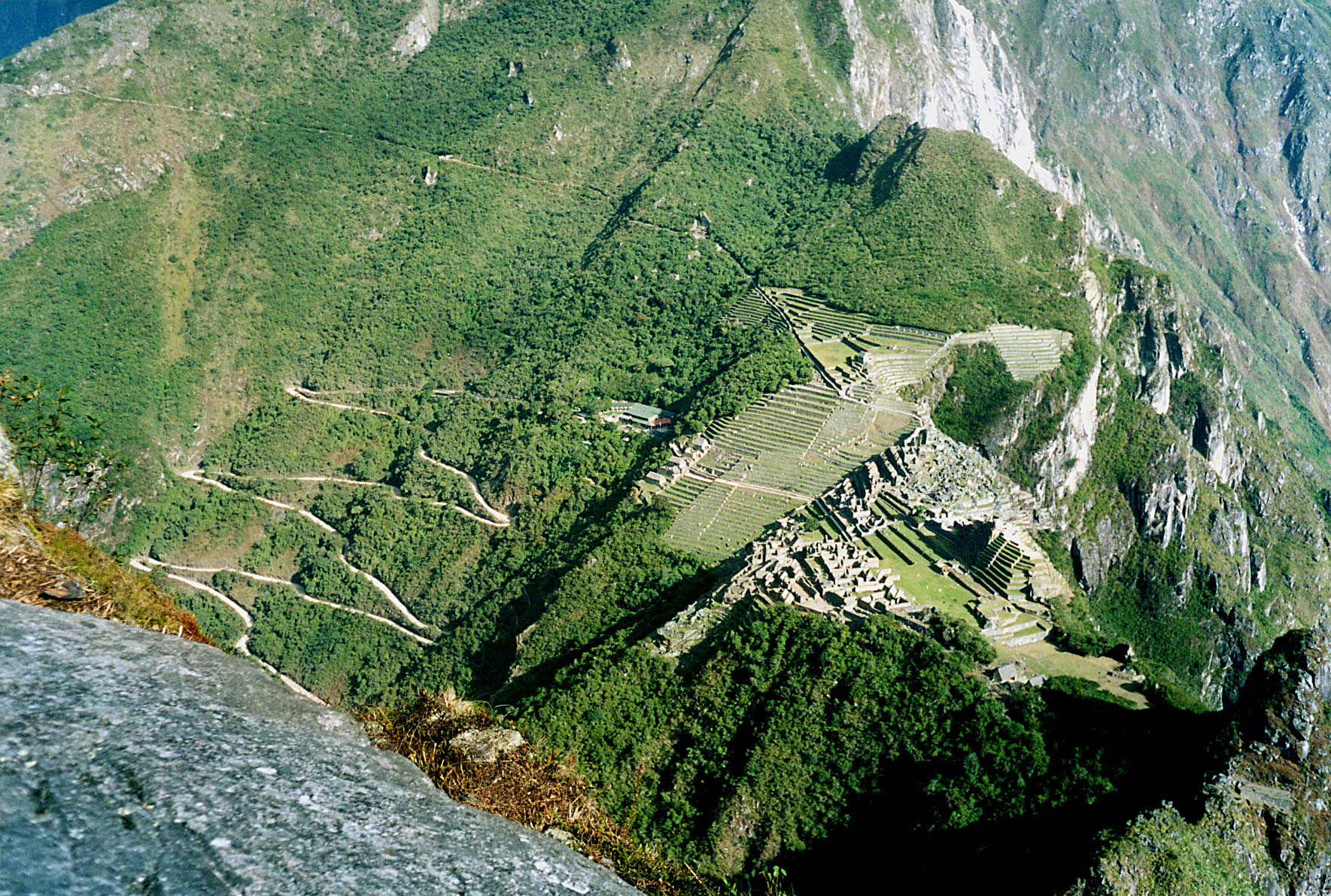
ワイナ・ピチュ側から見たマチュ・ピチュ

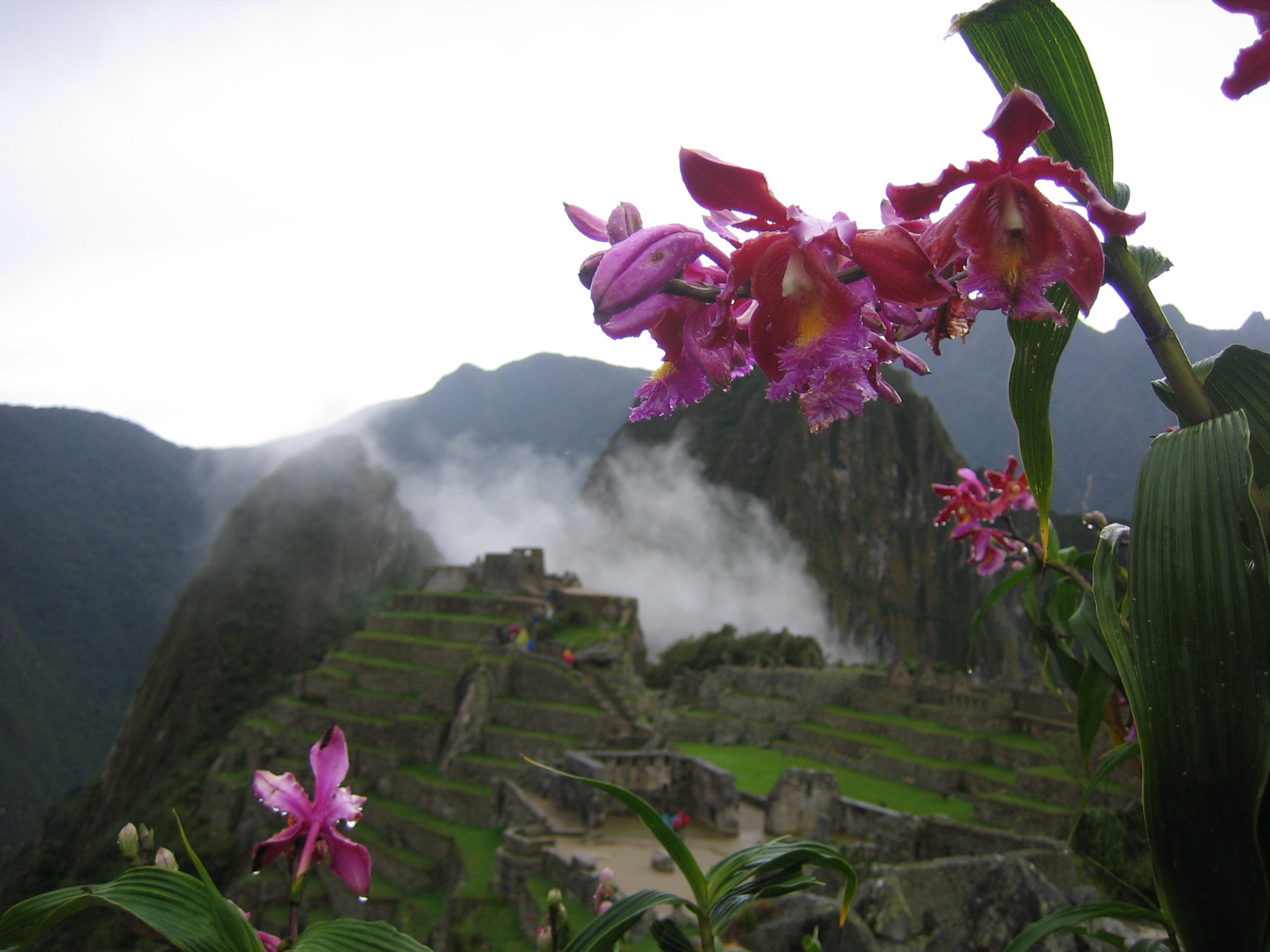
マチュ・ピチュに咲くラン科の花

歴史保護区は標高1,725mから6,271mまでの山々で、その植生も多彩である。

### 気候帯
マチュ・ピチュの保護区の気候は、ユンガスのエコリージョンに属する。世界遺産登録範囲の標高は1850 m から4600 mまでである。標高2,500m付近では年平均気温12度から15度、年平均降水量は約1,950mmである。マチュ・ピチュの生態系にはアンデスとアマゾンの特色が混在している。これは、それら2つの生態系の境界域にあたっているためである。

### 植物相
標高2000mくらいまでは常緑樹の森林が広がり、ヨシ属、ヤナギ属、ハンノキ属、マホガニー属、セクロピア属、キナノキ属など多くの植物が見られ、マホガニーの仲間には危急種が含まれる。
標高2000 m から3000m付近の森林はウェインマンニア属、ネクタンドラ属、パパイア属、ヘゴ属、チャンチン属などの木々が生えており、ことにチャンチン属のいくつかの種は危急種となっている。それ以外の危急種にはミュルキアンテス・オレオピラなどが挙げられる。この地域には着生植物のシダ、コケ、アナナスなどが多く、アナナス科ではプヤ・ライモンディも見られる。また、200種以上のランが生育している。
より標高の高い地域には雲霧林が見られ、グアドゥア属、クスクェア属といった竹の仲間が生えている。3700mを超えると植生はまばらになるが、危急種を複数含むバラ亜科のポリレピス属（Polylepis）が群生しているほか、マキ科、ウシノケグサ属なども見られる。

### 動物相

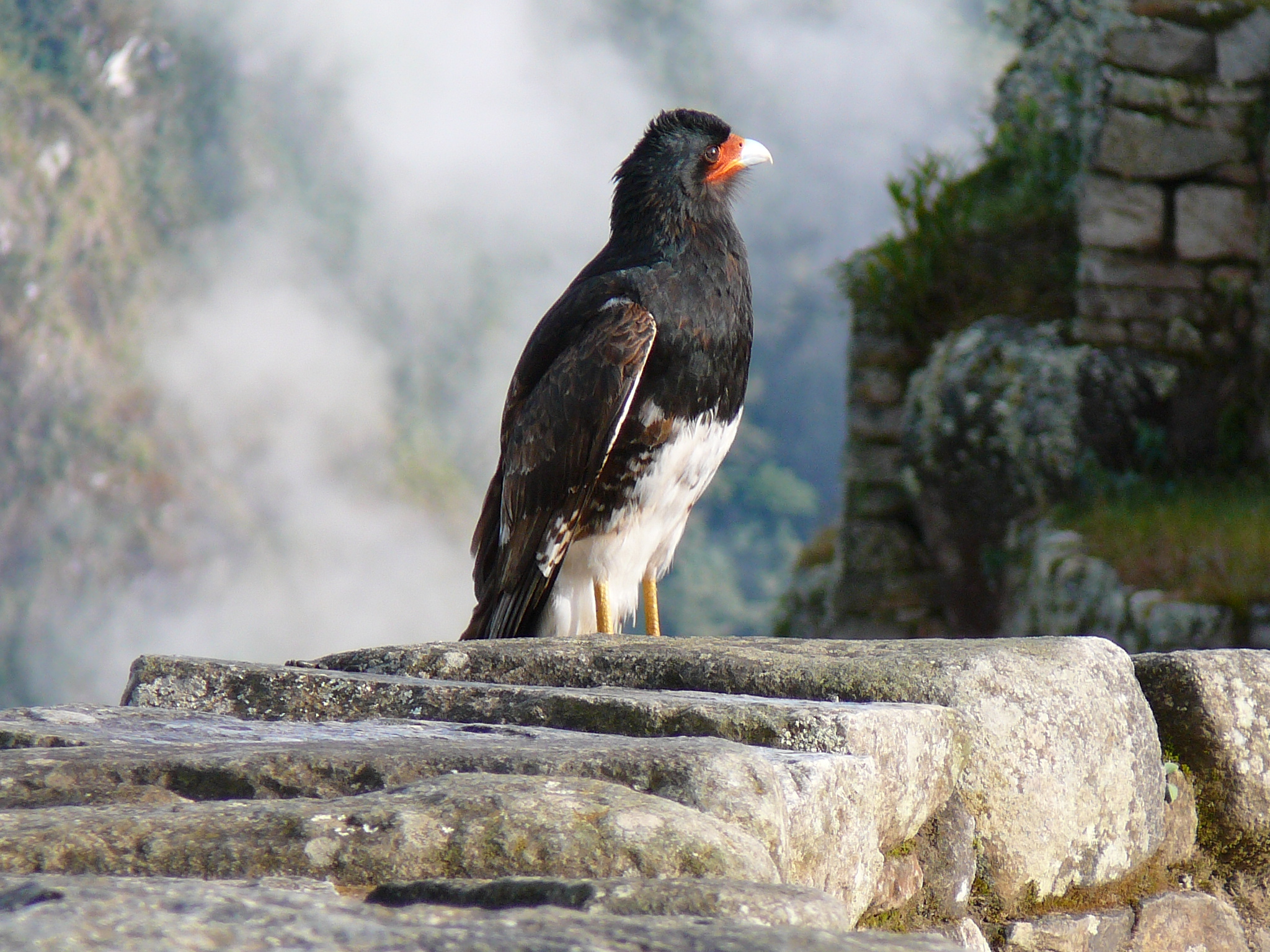
遺跡にとまるアンデスカラカラ

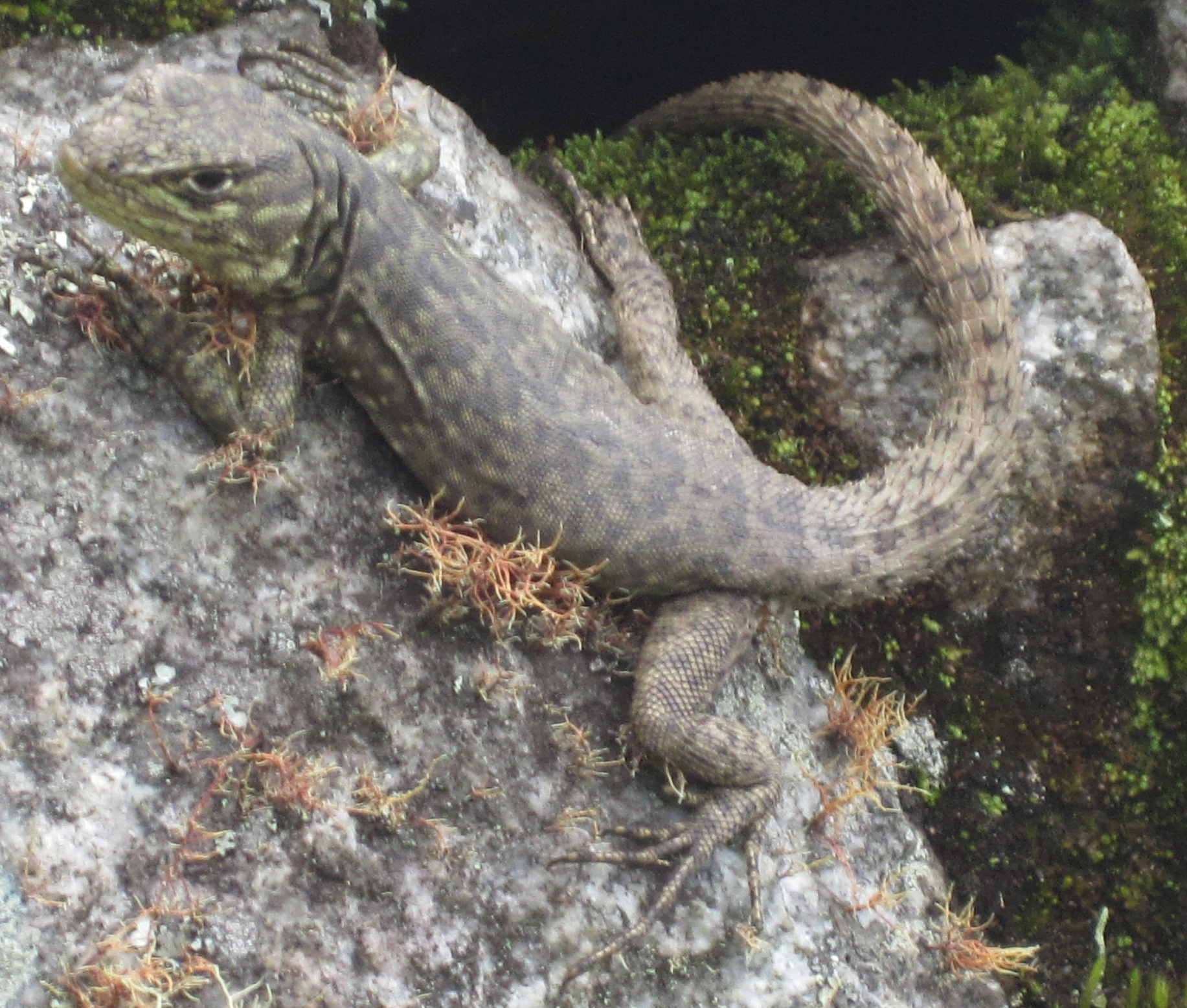
マチュ・ピチュのステノケルクス属（トカゲの一種）

動物相も豊富で、哺乳類には絶滅危惧種や危急種が含まれている。絶滅危惧種としてはアンデスネコが、危急種としてはメガネグマ、ジャガーネコのほか、アンデスジカの仲間であるペルーゲマルジカ（Hippocamelus antisensis）、シカ科マザマ属のコビトマザマ（Mazama chunyi）などが挙げられる。ほかにも、オセロット、コロコロ、カナダカワウソ、イタチ属のオナガオコジョ（Mustela frenata）、プーズーの近縁種オナシプーズー（Pudu mephistophiles）などが棲息している。
哺乳類以上に特筆されるのが鳥類で、2001年の調査では423種が確認されている。その中には絶滅寸前のロイヤルカマドドリ（Cinclodes aricomae）、絶滅危惧種のマミジロエナガカマドドリ（Leptasthenura xenothorax）、タカネカラタイランチョウ（Anairetes alpinus）、危急種のハシナガシギダチョウ（Nothoprocta taczanowskii）が含まれる。ほかに観察されている主な鳥類は以下のとおりである。
- アカエリシトド
- アメリカチョウゲンボウ
- アンデスイワドリ（英語版）（Rupicola peruviana）
- アンデスカモメ（英語版）（Larus serranus）
- アンデスカラカラ
- アンデスツメバゲリ（英語版）（Vanellus resplendens）
- インカマユミソサザイ（英語版）（Thryothorus eisenmanni）
- キノドカマドドリ（英語版）（Asthenes virgata）
- キノドモリフウキンチョウ（英語版）（Hemispingus parodii）
- キバシコガモ
- コンドル
- シロガシラカワガラス（英語版）（Cinclus leucocephalus）
- ズアオフウキンチョウ（英語版）（Thraupis cyanocephala）
- セアカノスリ（英語版）（Buteo polyosoma）
- トラフサギ（英語版）（Tigrisoma lineatum）
- ハジロクロタイランチョウ（英語版）（Knipolegus aterrimus）
- マルハシミツドリ（英語版）（Conirostrum cinereum）
- ミドリフタオハチドリ（英語版）（Lesbia victoriae）
- ヤマガモ

ほかに爬虫類ではボアやカイサカなどが棲息している。

## 登録経緯
「ペルー国民の矜持とインカ文明の顕著な象徴」ともいわれるマチュ・ピチュでは、1981年に国立歴史保護区（National Historic Sanctuary）が設定された。
ペルーの世界遺産条約批准は1982年2月のことであり、マチュ・ピチュはペルー当局が最初に推薦した物件のひとつだった。推薦を踏まえて調査した世界遺産委員会の諮問機関は、文化遺産、自然遺産の両面で「登録」がふさわしいと勧告しており、1983年の第7回世界遺産委員会で世界遺産リストに登録された。「クスコ市街」とともに、ペルー最初の世界遺産である。
登録に際して世界遺産委員会はオリャンタイタンボ遺跡などの名前を挙げ、ウルバンバ川下流域にまで将来的に拡大登録することが望ましいという勧告を出していた。ただし、2013年時点では、ペルーの暫定リストの中にマチュ・ピチュの拡大登録は含まれていない。
登録後、1986年から2001年までの計11回、保全計画の策定やインティワタナの修復作業などへの助成を理由に、世界遺産基金から総額166,625USDが拠出された。

### 登録名
世界遺産としての正式登録名は、Historic Sanctuary of Machu Picchu（英語）、Sanctuaire historique de Machu Picchu（フランス語）である。その日本語訳はほぼ直訳の「マチュ・ピチュの歴史保護区」とされる一方、単に「マチュ・ピチュ」とだけ表記している文献も少なくない。

### 登録基準
この世界遺産は世界遺産登録基準のうち、以下の条件を満たし、登録された（以下の基準は世界遺産センター公表の登録基準からの翻訳、引用である）。
- (1) 人類の創造的才能を表現する傑作。
  - 世界遺産委員会の文化遺産審議の諮問機関である国際記念物遺跡会議 (ICOMOS) は、この基準の適用理由を「ワイナ・ピチュ山麓での山地開発は独特の芸術的業績であり、建築上疑う余地のない傑作である」と説明していた[33]。

- (3) 現存するまたは消滅した文化的伝統または文明の、唯一のまたは少なくとも稀な証拠。
  - ICOMOSは、この基準の適用理由を「マチュ・ピチュは、クスコや他のウルバンバ渓谷の考古遺跡群とともに」「インカ文明に関する類のない例証を備えている」と説明していた[33]。

- (7) ひときわすぐれた自然美及び美的な重要性をもつ最高の自然現象または地域を含むもの。
  - 世界遺産委員会の自然遺産審議の諮問機関である国際自然保護連合 (IUCN) は、「最上の山々、植生、渓流群を含んでいる地域」であることを適用理由として挙げていた[34]。

- (9) 陸上、淡水、沿岸および海洋生態系と動植物群集の進化と発達において進行しつつある重要な生態学的、生物学的プロセスを示す顕著な見本であるもの。
  - IUCNは「人と自然環境の相互作用の顕著な例」であることを適用理由に挙げていた[34]。現在では自然遺産面の価値として、希少な絶滅危惧種の存在がしばしば指摘されている[4]。

## 保護への脅威・災害
マチュ・ピチュはペルー国内では特に観光客が多く訪れる観光地のひとつであり、年間訪問者数は1980年代に約18万人だったものが、2003年には40万人を超え、2006年には691,623人に達した。多い時期には1日あたりの観光客が1500人から2000人にもなるが、遺跡保存のための許容量を超過しているという見解もある。都市遺跡を一望できるワイナ・ピチュ側では、マチュ・ピチュよりも先に1日400人までとする入場制限が設けられた。400人の内訳は午前7時から10時までと午後1時から3時までにそれぞれ200人ずつとなっている。マチュ・ピチュの都市遺跡の観光にもさまざまな規制はあり、範囲内の飲食禁止、禁煙・火気厳禁、高齢者などが杖を持ち込むときには先端にゴム製カバーがついたものに限ることなどが定められ、立ち入り可能なエリアや見学する際の順路も決められている。
2008年の第32回世界遺産委員会では、保護区内での森林伐採や無計画な開発などへの懸念から、「強化モニタリング」指定が行われた。また、新たな観光道路の建設計画が持ち上がった2011年の第35回世界遺産委員会では危機にさらされている世界遺産（危機遺産）リストへの登録も検討された。
また、こうした問題とは別に、21世紀初頭には周辺での地滑りの危険性が指摘されており、特定非営利活動法人国際斜面災害研究機構の現地調査などが実施されていた。しかし、2010年1月には周辺地域での何日間にもわたる大豪雨によって、実際に大規模な地滑りが発生するなどし、約2000人の観光客（日本人含む）が孤立する事態が発生した。周辺の復旧作業のため、マチュ・ピチュ遺跡の観光は同年3月末までできなくなった。